# Gorenje Dole, Krško
Gorenje Dole este o localitate din comuna Krško, Slovenia, cu o populație de 6 locuitori.